# Heterococcus nudus
Heterococcus nudus är en insektsart som först beskrevs av Green 1926.  Heterococcus nudus ingår i släktet Heterococcus och familjen ullsköldlöss. Inga underarter finns listade i Catalogue of Life.